# سنيكرز
سنيكرز (بالإنجليزية: Snickers)‏ هو عبارة عن لوح شوكولاتة من صنع شركة مارس المتحدة الأمريكية، ويتكون من نوغا مغطاة بالكراميل، الفول السوداني، ومغطاة بشوكولاتة الحليب. بلغت المبيعات العالمية السنوية من سنيكرز 2 مليار دولار أمريكي اعتبارًا من 2004.
في المملكة المتحدة، تم بيعه تحت الاسم التجاري ماراثون (Marathon) حتى عام 1990.

## تاريخ
في عام 1930، قدمت مارس سنيكرز، الذي سمي على اسم الحصان المفضل لعائلة مارس. يتكون لوح شوكولاتة سنيكرز من النوغا، الفول السوداني، الكراميل مع طلاء الشوكولاتة. تم تسويق المنتج تحت اسم «ماراثون» في المملكة المتحدة وأيرلندا حتى عام 1990، عندما قررت مارس مواءمة منتج المملكة المتحدة مع اسم سنيكرز العالمي (قامت مارس بتسويق وإيقاف شوكلاتة مختلفة ليست ذات صلة باسم ماراثون في الولايات المتحدة خلال السبعينيات والذي كانت مشابهة لـ كرلي ورلي في المملكة المتحدة).

## مكونات
تتضمن قائمة المكونات المبكرة (1939) السكر الأبيض، شوكولاتة الحليب الحلو، شراب الذرة، الفول السوداني، الحليب المكثف بالسكر، زيت جوز الهند، الحليب المملح، بياض البيض والملح. بحلول عام 2019، تم تكرير مكونات النسخة الأصلية إلى شوكولاتة الحليب (السكر، زبدة الكاكاو، الشوكولاتة، الحليب الخالي من الدسم، اللاكتوز، دهن الحليب، ليسيثين الصويا، النكهة الاصطناعية)، الفول السوداني، شراب الذرة، السكر، زيت النخيل، الحليب الخالي من الدسم، لاكتوز، ملح، بياض بيض، نكهة صناعية.

## وزن المنتج
على مر السنين، انخفض وزن لوح الشوكولاتة: قبل عام 2009، في المملكة المتحدة، كان وزن قطعة واحدة من سنيكرز 62.5 جرام. تم تخفيض هذا الوزن لاحقًا إلى 58 جرامًا في عام 2009، وإلى 48 جرامًا في عام 2013. في الولايات المتحدة، كان الوزن المدرج في عام 2018 هو 52.7 جم. في أستراليا، تم تصنيع سنيكرز محليًا في الأصل ووزنها 53 جرامًا، ولكن في أواخر عام 2010 انتقل الإنتاج إلى الصين وتم تقليص لوح شوكولاتة سنيكرز إلى 50 جرامًا. في عام 2022، عاد الإنتاج إلى أستراليا وانخفض وزن الشوكولاتة إلى 44 جرامًا.

## منتجات سنيكرز
الأنواع التالية متوفرة في الولايات المتحدة الأمريكية.
- سنيكرز الأصلي
- سنيكرز شوكولاتة بالحليب
- سنيكرز باللوز
- سنيكرز زبدة الفول السوداني
- سنيكرز شوكولاتة بيضاء
- سنيكرز براوني بالفول السوداني
- سنيكرز براوني باللوز شوكولاتة داكنة
- سنيكرز آيس كريم
- سنيكرز شوكولاتة 100 كالوري
- سنيكرز زبدة الفول السوداني الكريمية
- سنيكرز كرانشي زبدة الفول السوداني